# 穆宗河畔罗济耶尔
穆宗河畔罗济耶尔（法語：Rozières-sur-Mouzon，法語發音：[ʁozjɛʁ syʁ muzɔ̃] ⓘ）是法国孚日省的一个市镇，属于讷沙托区。

## 地理
穆宗河畔罗济耶尔（48°7'12"N, 5°42'21"E）面积4.78 平方千米，位于法国大東部大區孚日省，该省份为法国东北部内陆省份，北起默兹省和默尔特-摩泽尔省，西接上马恩省，南至上索恩省和贝尔福地区省，东临上莱茵省和下莱茵省。
与穆宗河畔罗济耶尔接壤的市镇（或旧市镇、城区）包括：布莱万库尔、托兰库尔、托兰库尔、罗库尔。

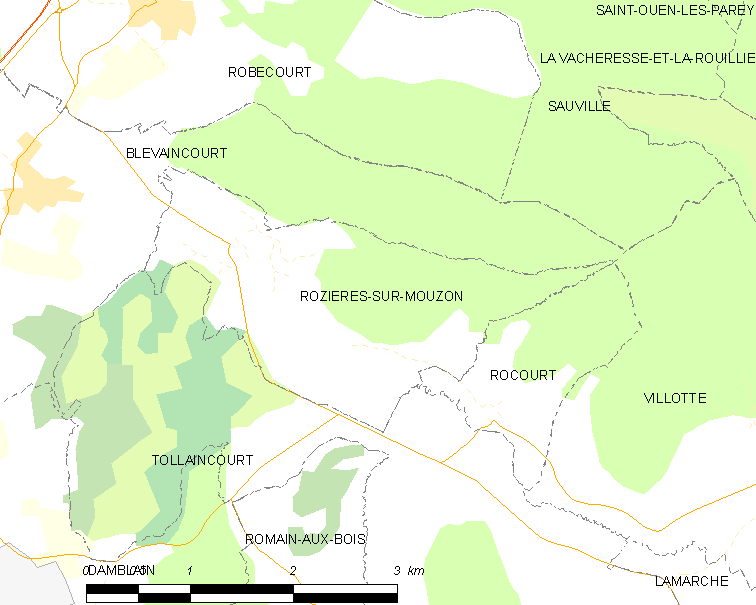
穆宗河畔罗济耶尔的OSM定位图

穆宗河畔罗济耶尔的时区为UTC+01:00、UTC+02:00（夏令时）。

## 行政
穆宗河畔罗济耶尔的邮政编码为88320，INSEE市镇编码为88404。

## 政治
穆宗河畔罗济耶尔所属的省级选区为达尔内县。

## 人口

1962-2008年间穆宗河畔罗济耶尔人口变化图示

穆宗河畔罗济耶尔于2022年1月1日时的人口数量为69人。